# Klaudia Rzymska
Klaudia Rzymska – żyjąca w I wieku rzymianka wymieniona w liście św. Pawła do św. Tymoteusza (4-21), święta Kościoła katolickiego.
W zakończeniu 2. Listu apostoł przekazuje przywódcy gminy w Efezie pozdrowienia od innych osób, w tym od Klaudii. Można zatem domniemywać, że Klaudia była znaczącą postacią wśród pierwszych rzymskich chrześcijan. Czasem utożsamia się ją z żoną również wzmiankowanego w tym piśmie Prudensa, czasem z wymienianą w apokryfach żoną Poncjusza Piłata (rzymski prefekt Judei 26-37), Klaudią Prokulą. Nie ma jednak wzmianek o wczesnym kulcie świętej Klaudii, wymienia ją natomiast angielskie martyrologium Wilsona. Niektóre źródła katolickie identyfikują ją za Martyrologium Rzymskim z matką papieża św. Linusa (zm. 79), który również wspomniany jest w liście św. Pawła.
Jej wspomnienie liturgiczne w Kościele katolickim obchodzone jest 7 sierpnia.